# Křížová cesta (Vilémov)
Křížová cesta ve Vilémově na Šluknovsku se nachází poblíž poutního kostela Nanebevzetí Panny Marie. Je v pořadí třetí křížovou cestou ze čtrnácti ve Šluknovském výběžku.

## Historie

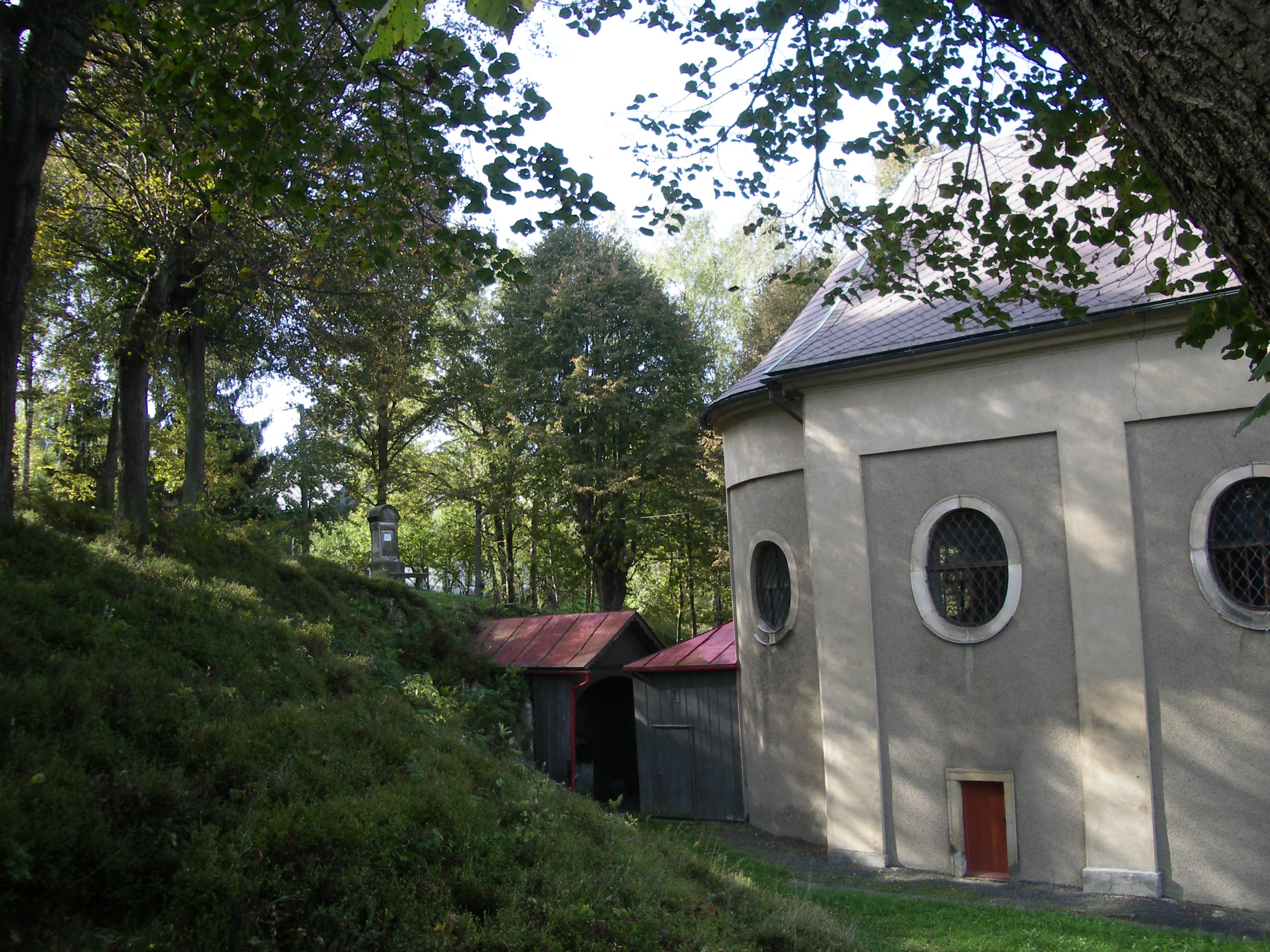
Křížová cesta za kostelem

V letech 1765–1766 bylo okolo starého hřbitova u kostela postaveno 13 sloupků zastavení a Boží hrob. Zakladatelem této barokní křížové cesty byl majitel panství Lipová hrabě Leopold Antonín Salm-Reifferscheidt (1699–1769). Jednotlivá zastavení byla postavena v nepravidelných rozestupech, protože respektovala terén, a za každý sloupek byla vysazena lípa. Ve stráni u kostela jsou drnové stupně, na nichž při kázání sedávali poutníci.
Poblíž křížové cesty stojí kaplička s léčivou vodou. Na vrchu, kde se nachází poutní kaple, byla ještě roku 1740 poustevna. Po smrti předchozího poustevníka se na jeho místo hlásil další zájemce. Nebyl přijat a zdejší poustevna již nebyla obnovena.
Zastavení křížové cesty jsou spolu s poutním kostelem chráněna jako nemovitá kulturní památka České republiky.

## Kaple Božího hrobu
Barokní kaple Božího hrobu tvoří XIV. zastavení křížové cesty. Je umístěna za presbytářem kostela Nanebevzetí Panny Marie. Kaple je dřevěná, samotný Boží hrob se sochou ležícího Krista je zabudován do svahu a vytváří umělou jeskyni.

## Fotografie

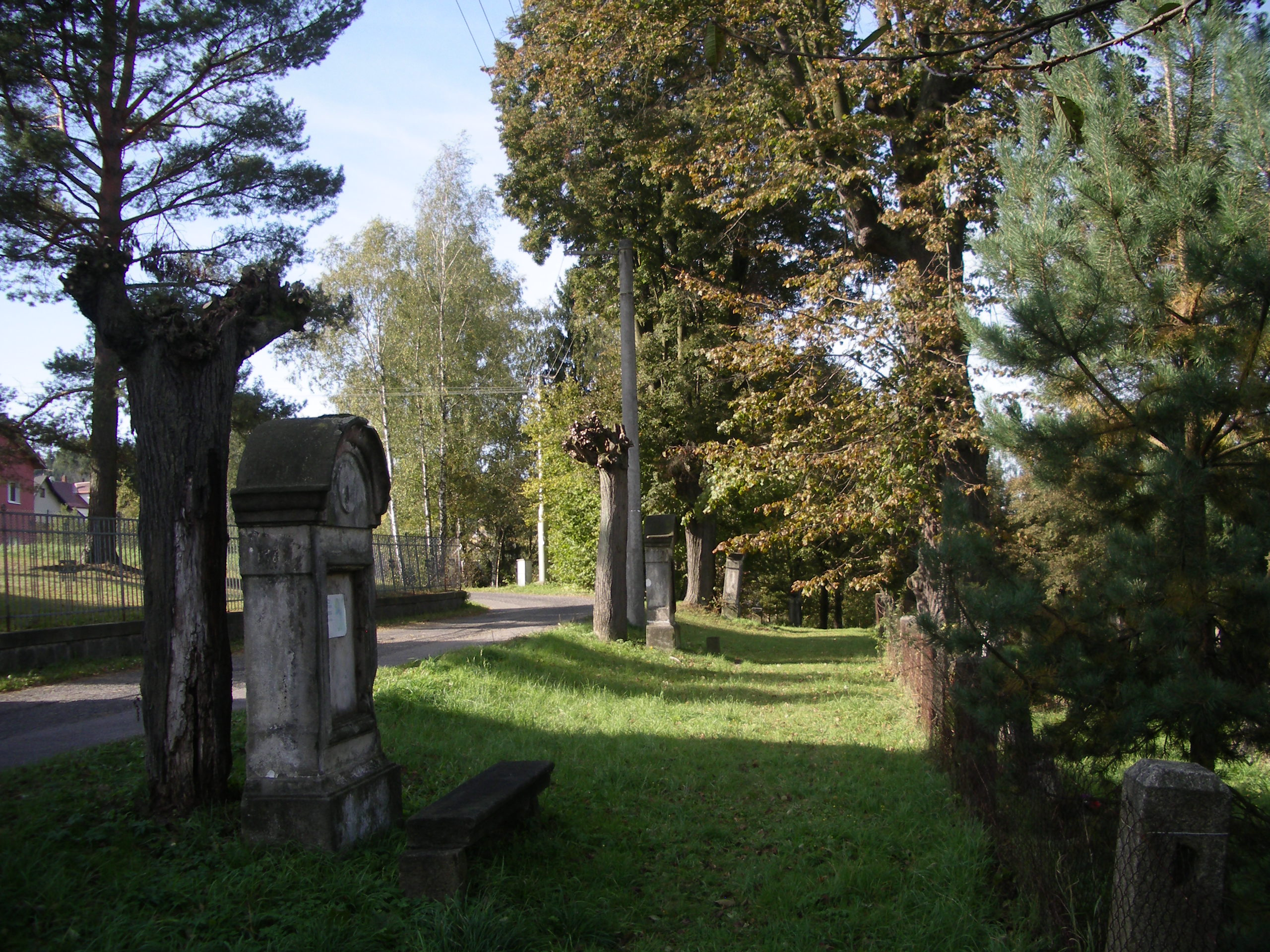
Zastavení Křížové cesty
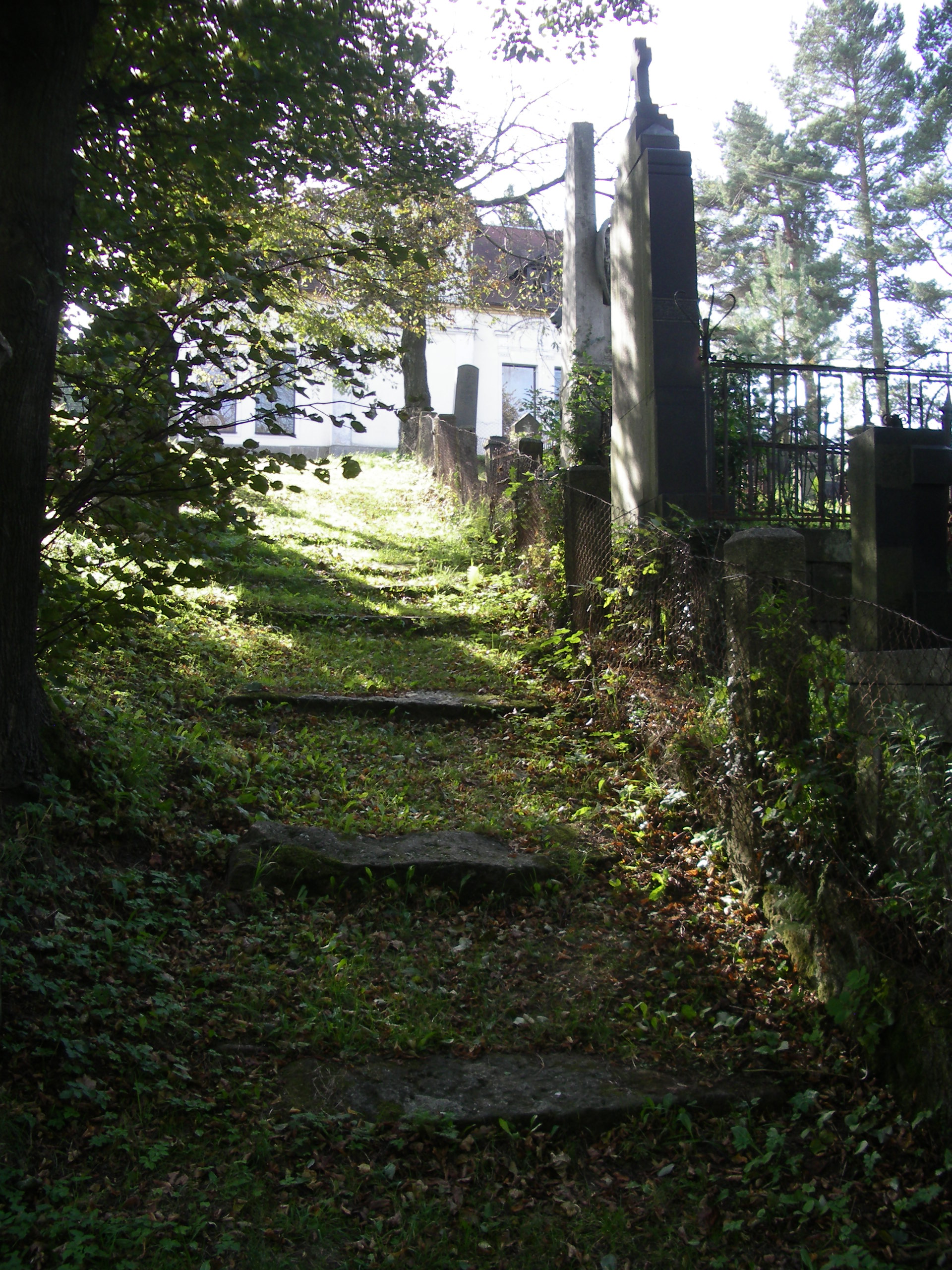
Stoupání ke kostelu
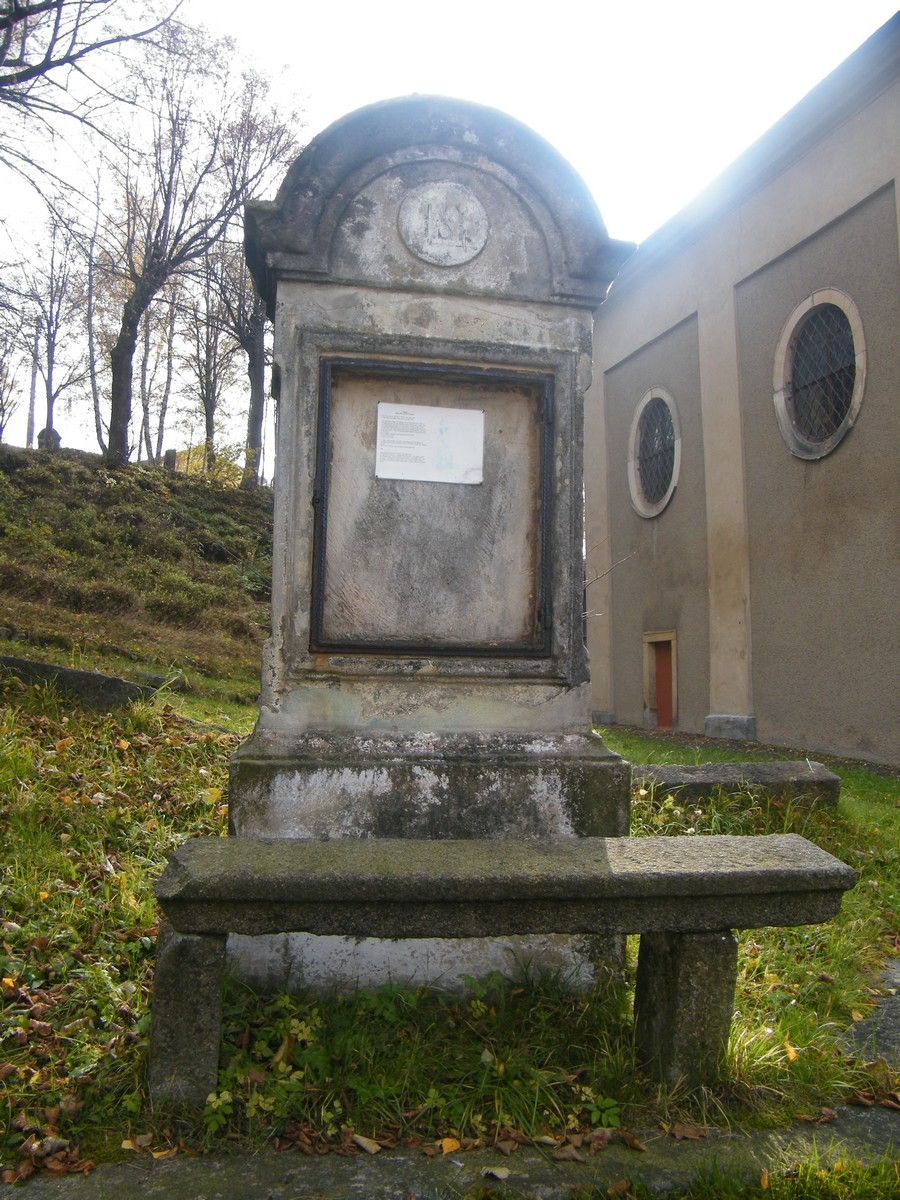
První zastavení
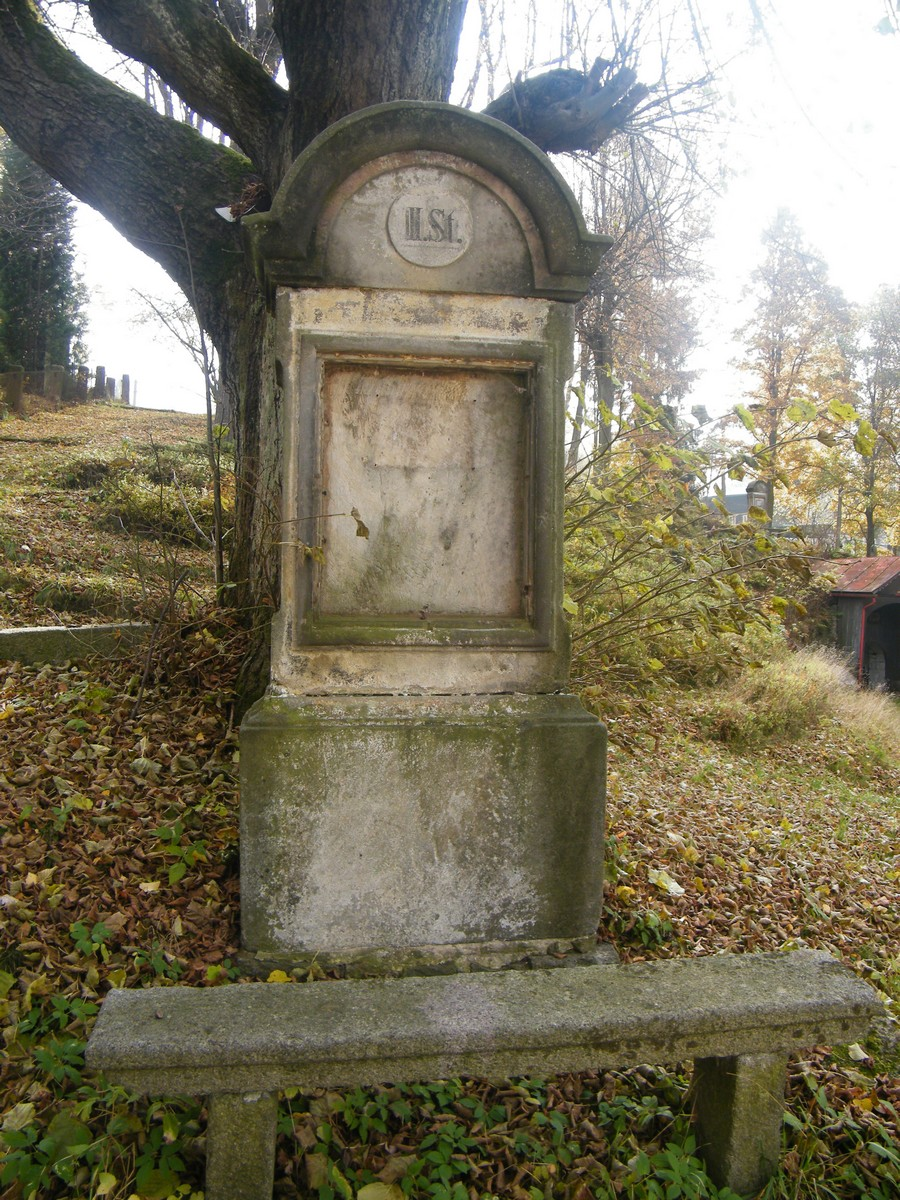
Druhé zastavení
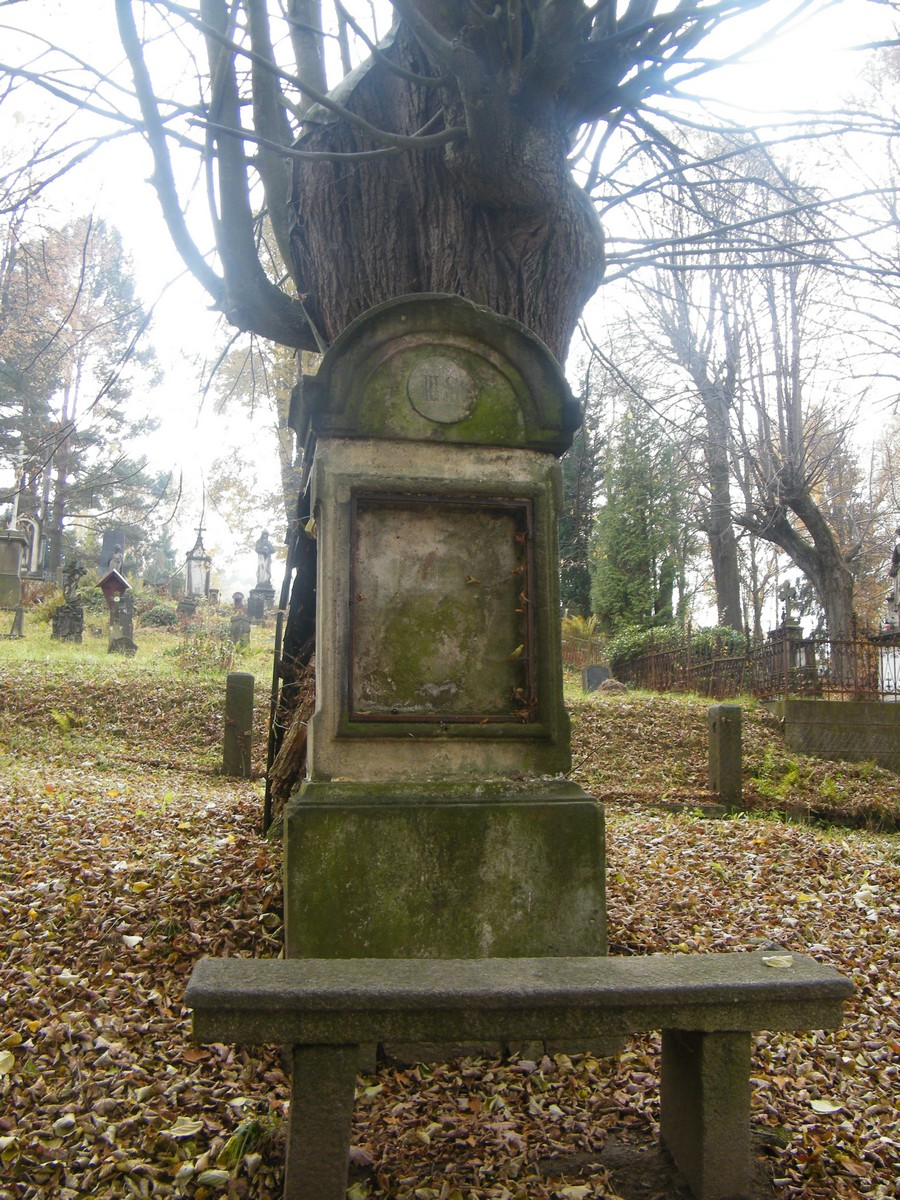
Třetí zastavení
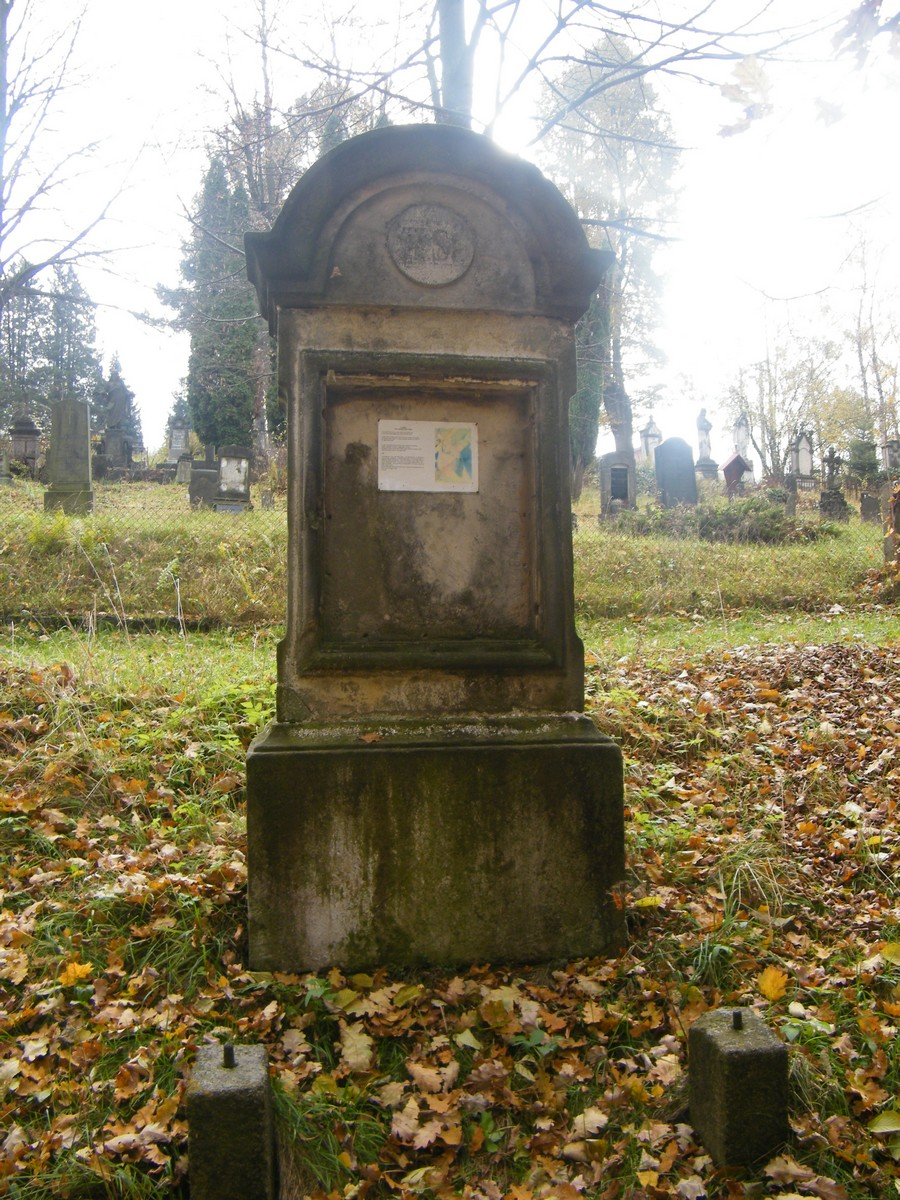
Čtvrté zastavení
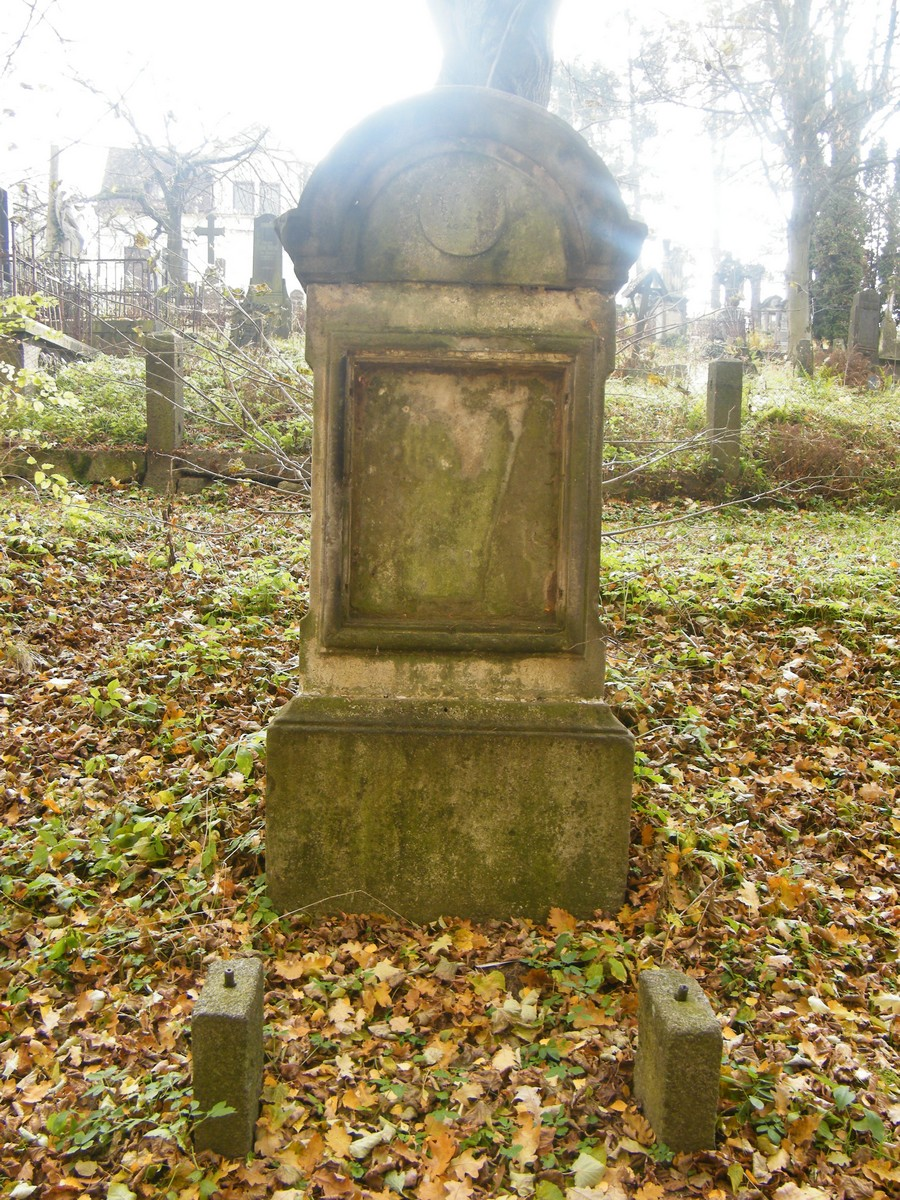
Páté zastavení
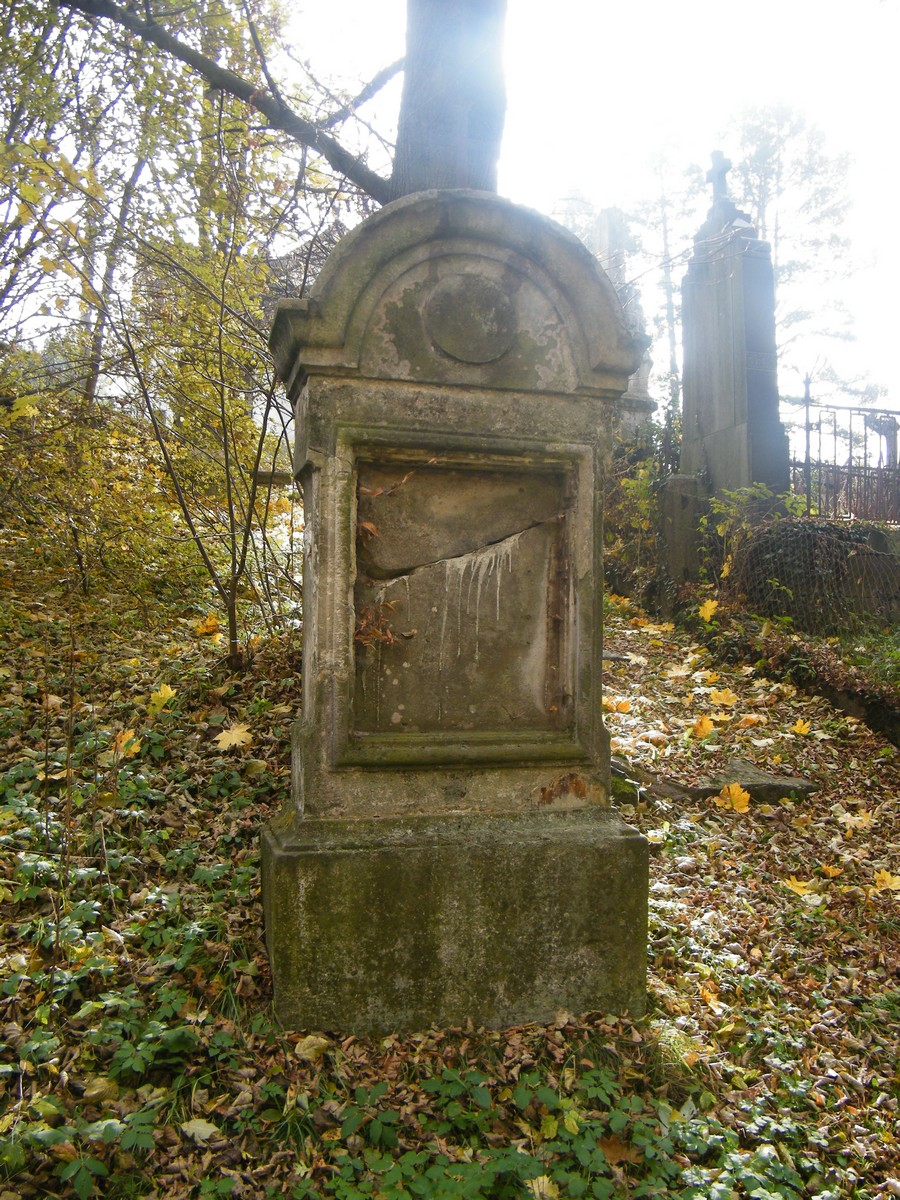
Šesté zastavení
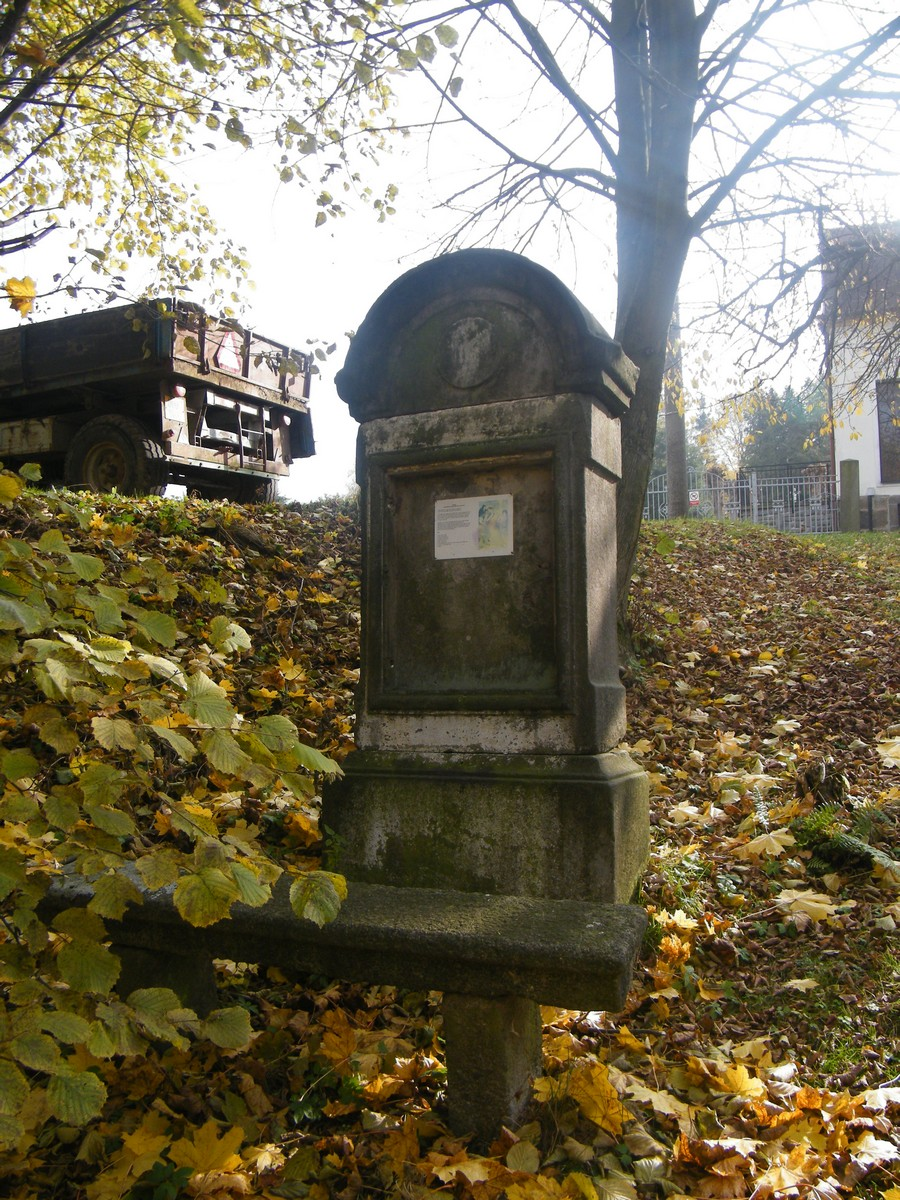
Sedmé zastavení
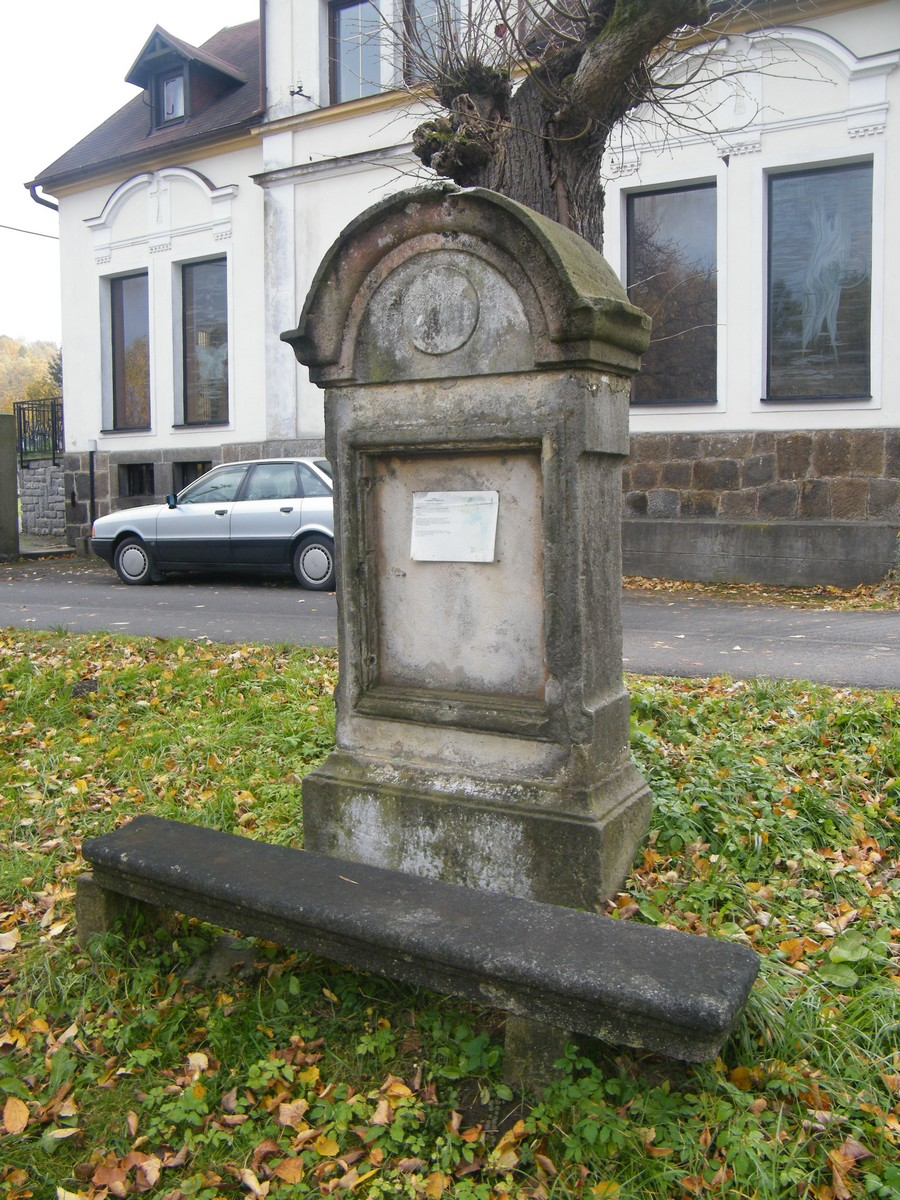
Osmé zastavení
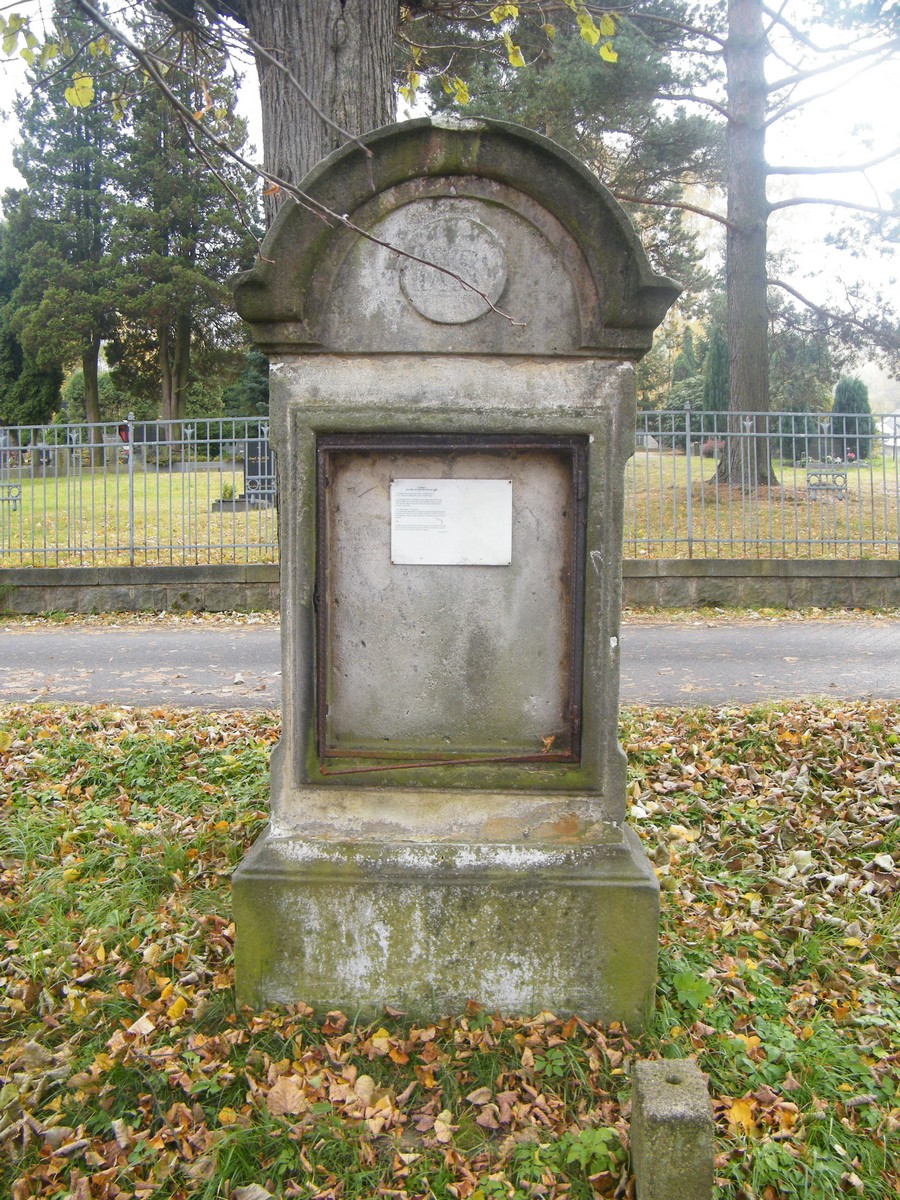
Deváté zastavení
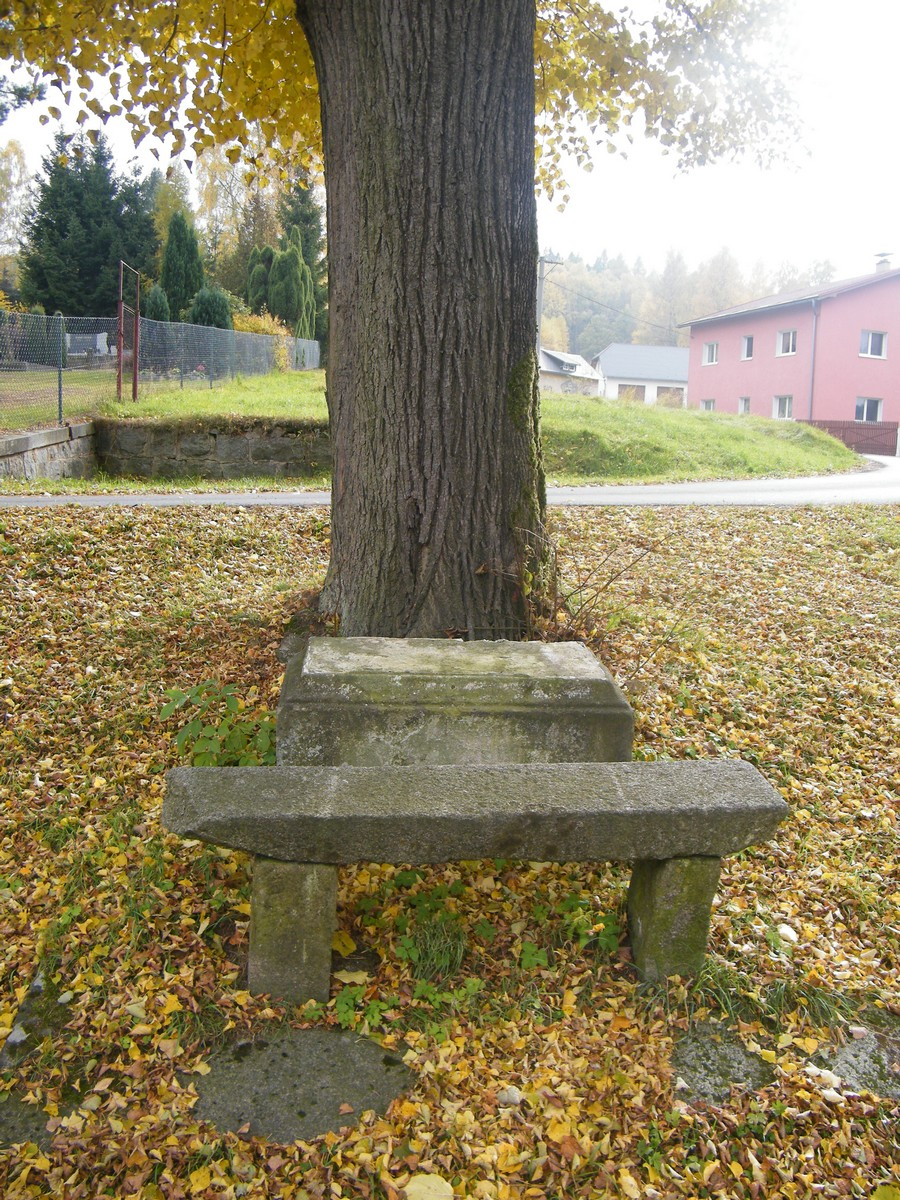
Desáté zastavení
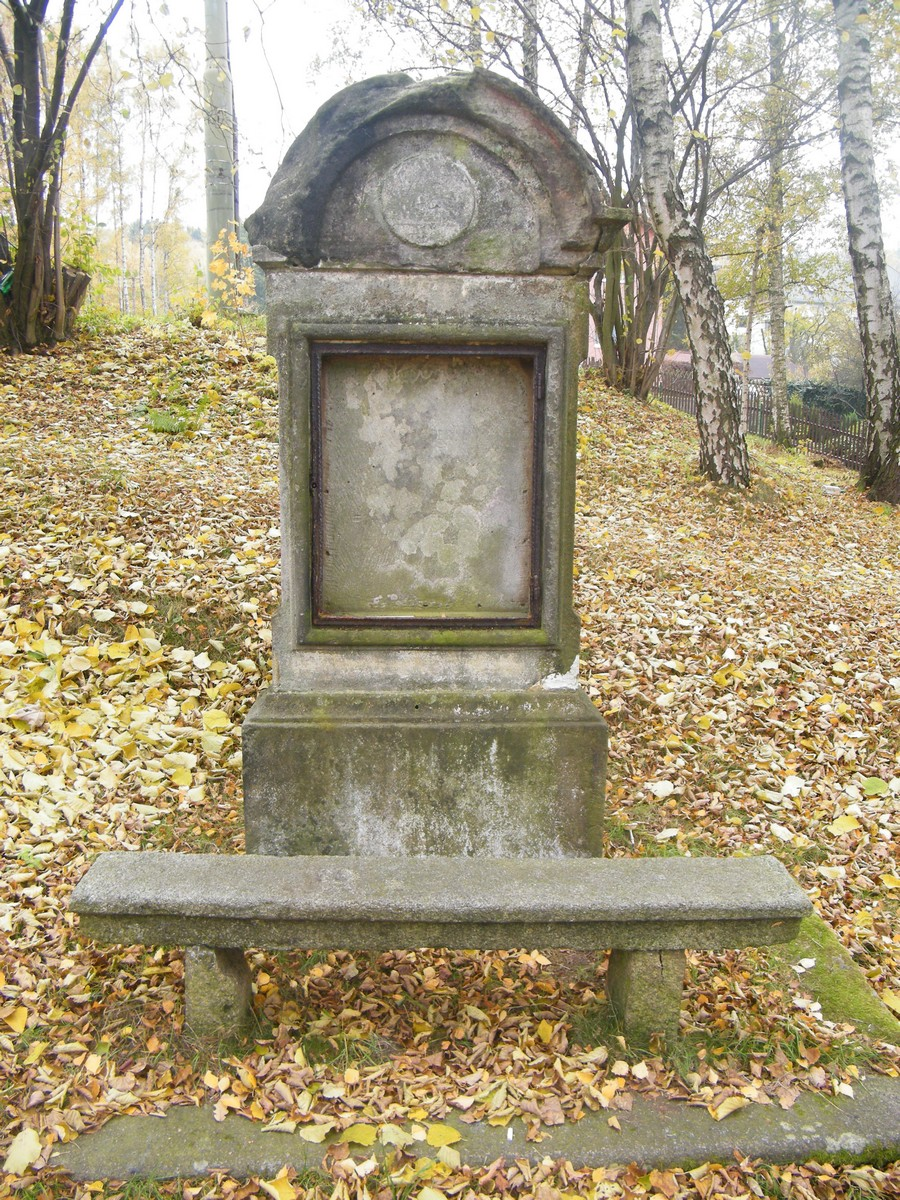
Jedenácté zastavení
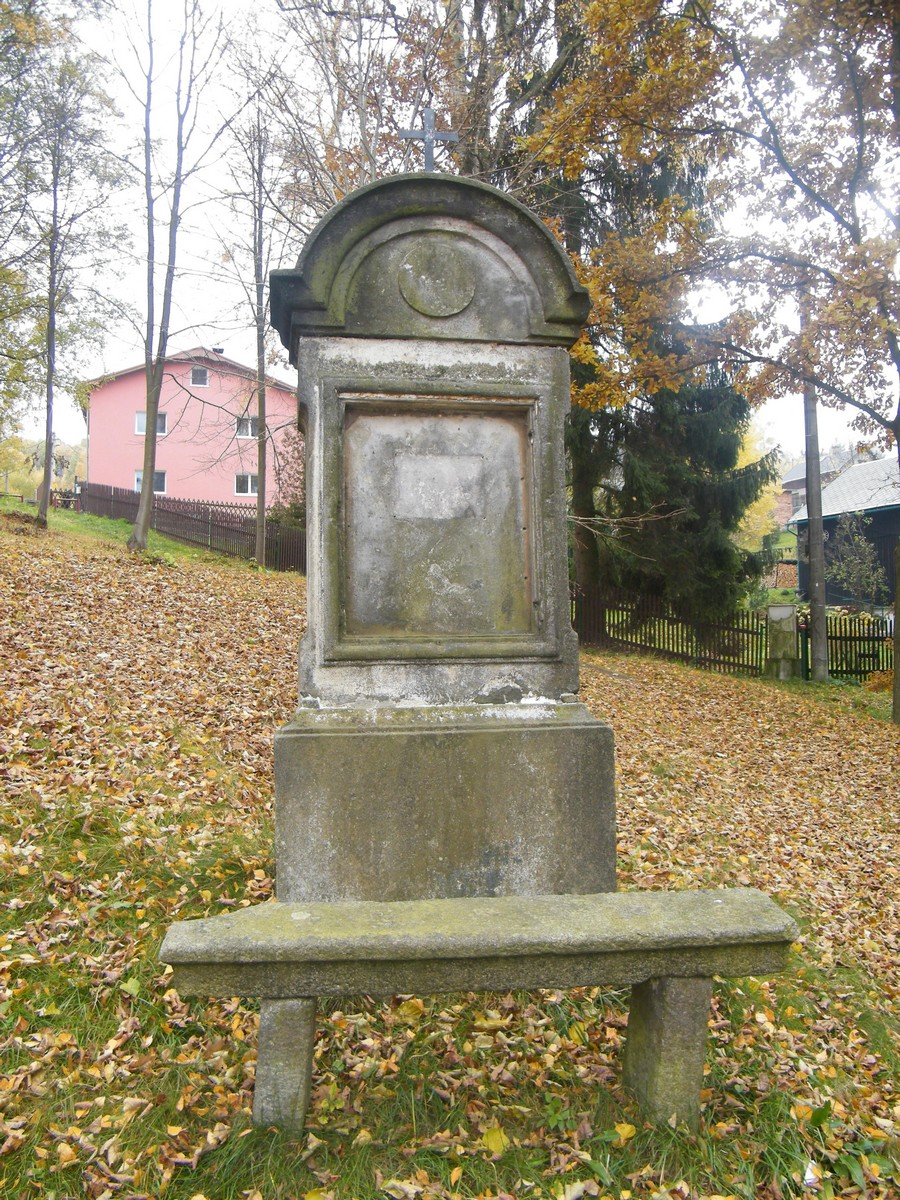
Dvanácté zastavení
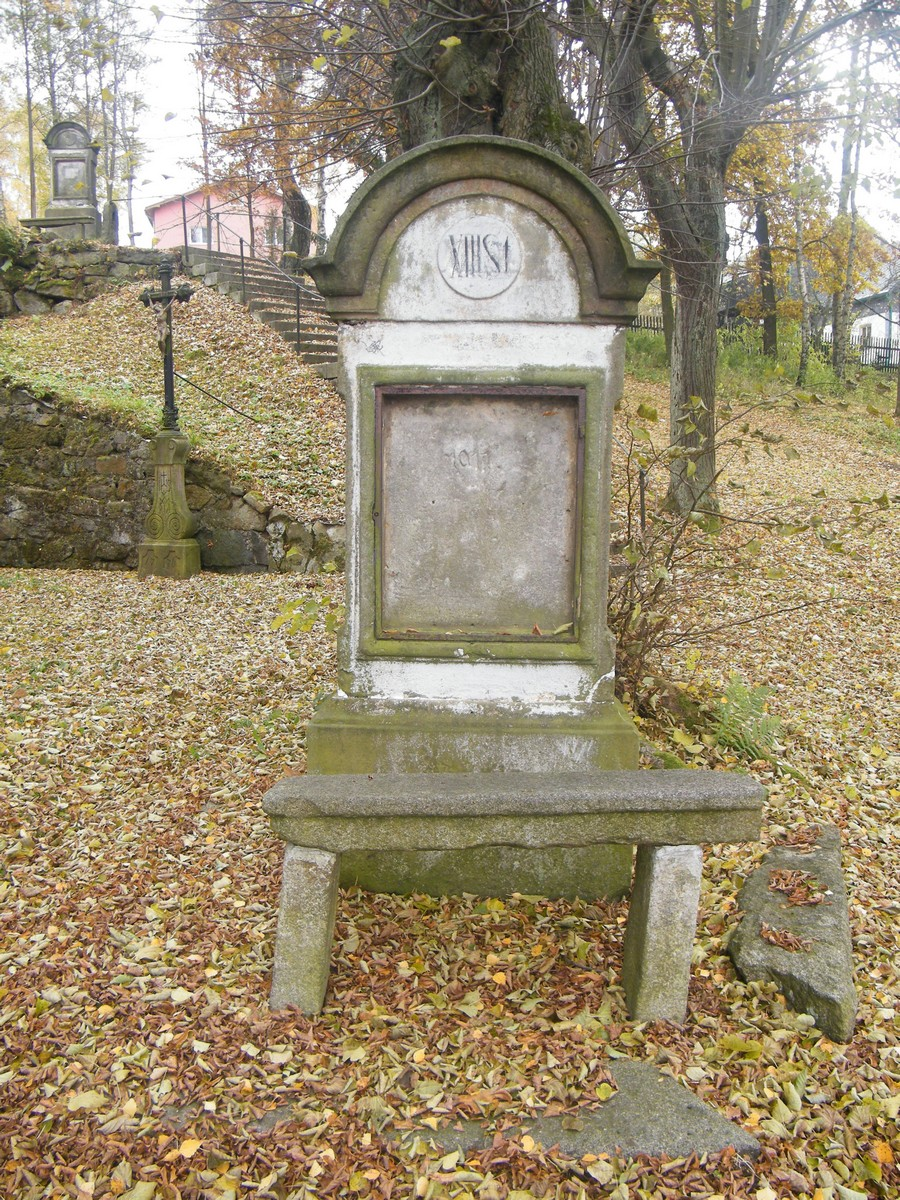
Třinácté zastavení
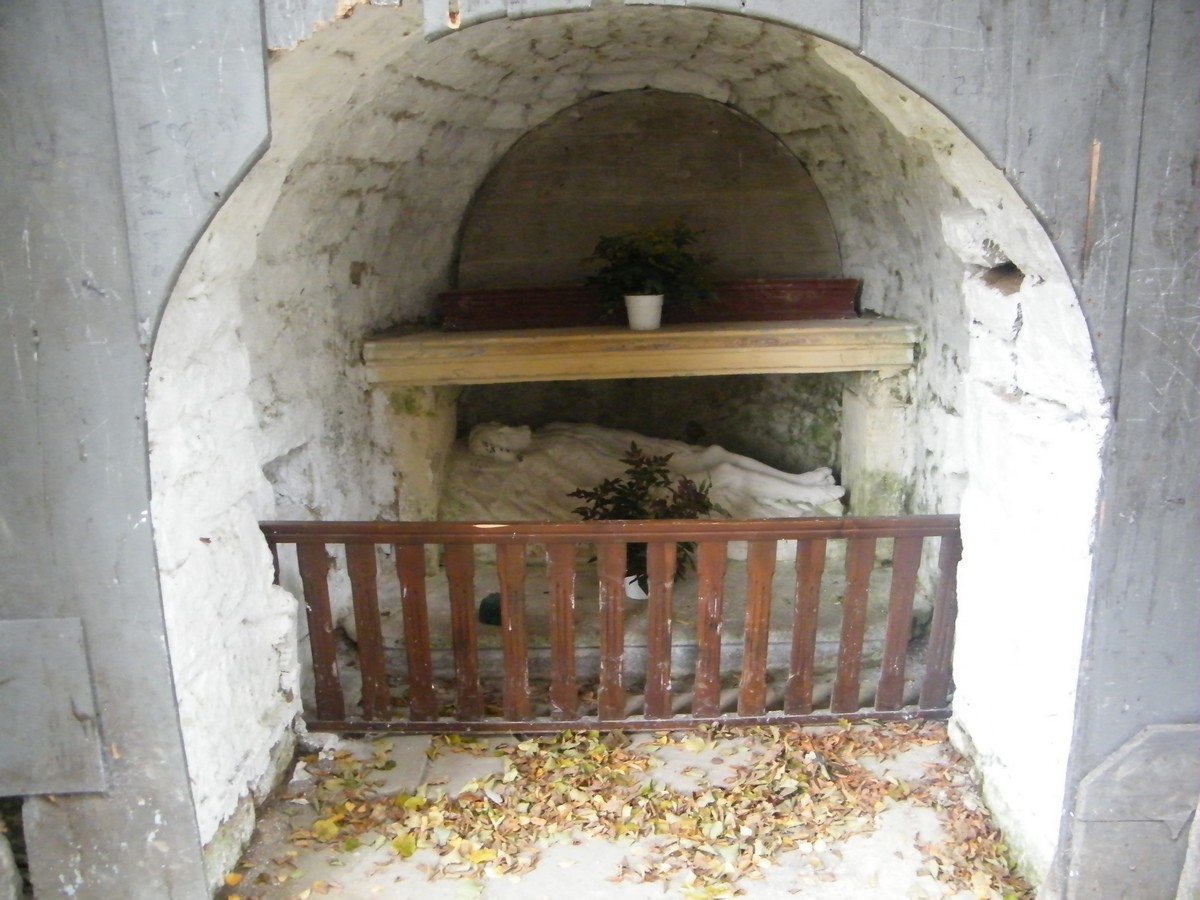
Kaple Božího hrobu
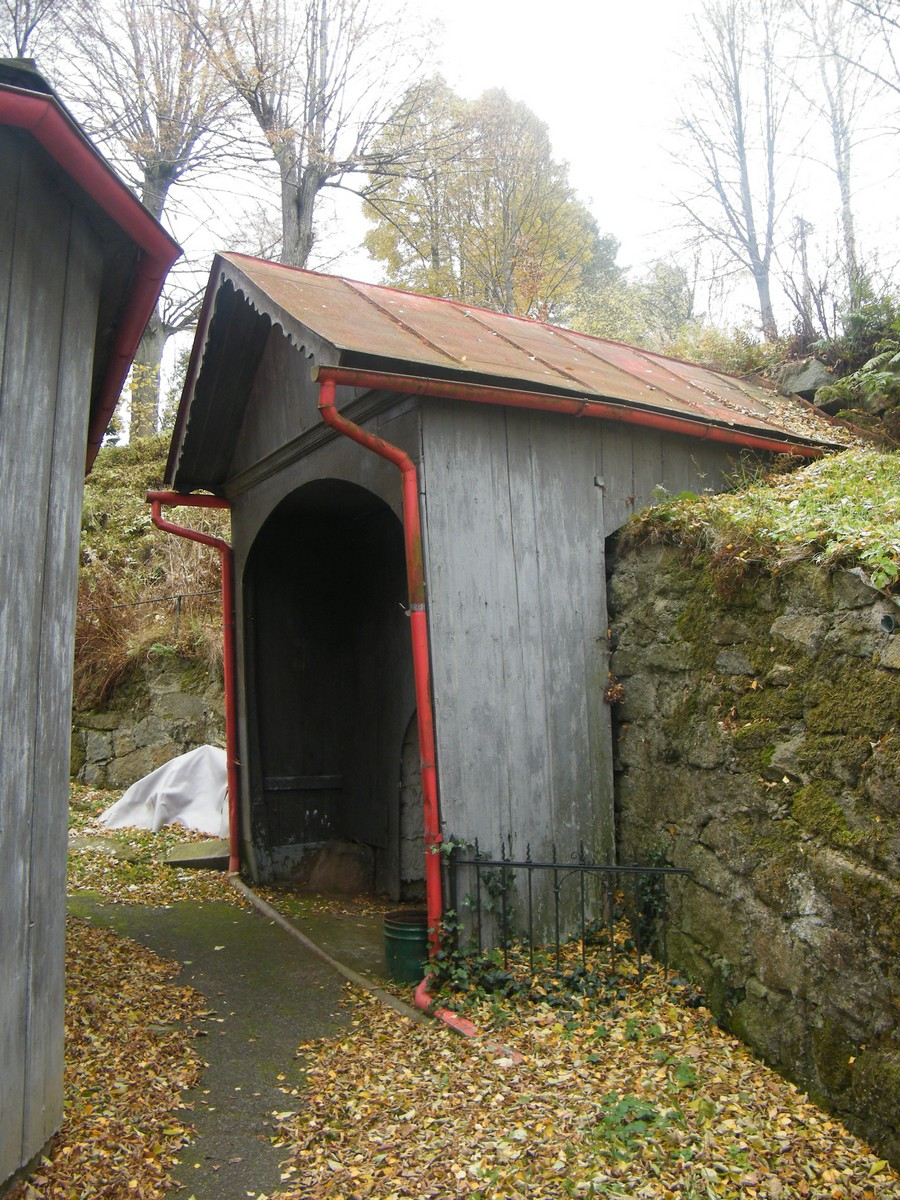
Kaple Božího hrobu
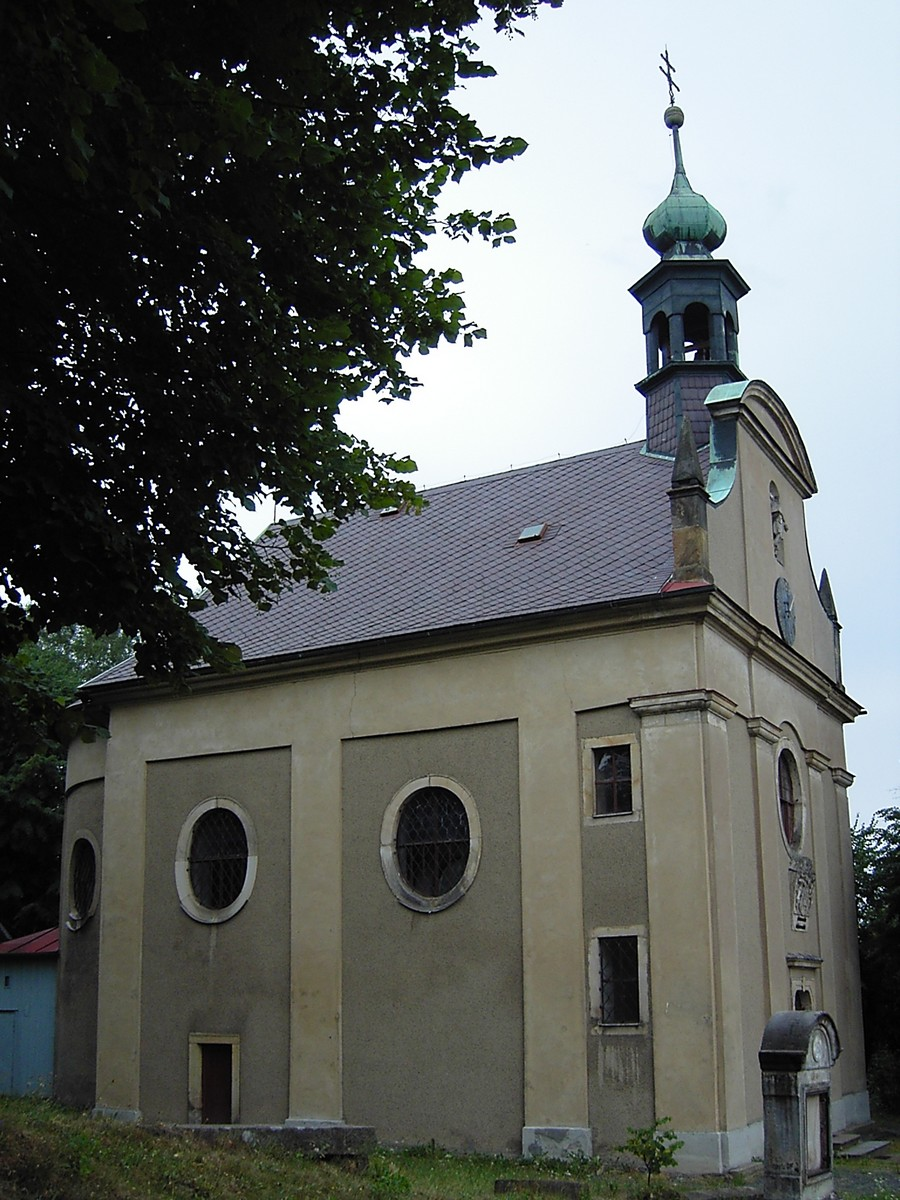
Kostel Nanebevzetí Panny Marie